# Polynema zolai
Polynema zolai är en stekelart som beskrevs av Girault 1915. Polynema zolai ingår i släktet Polynema och familjen dvärgsteklar. Inga underarter finns listade i Catalogue of Life.